# Tadeusz Garczyński

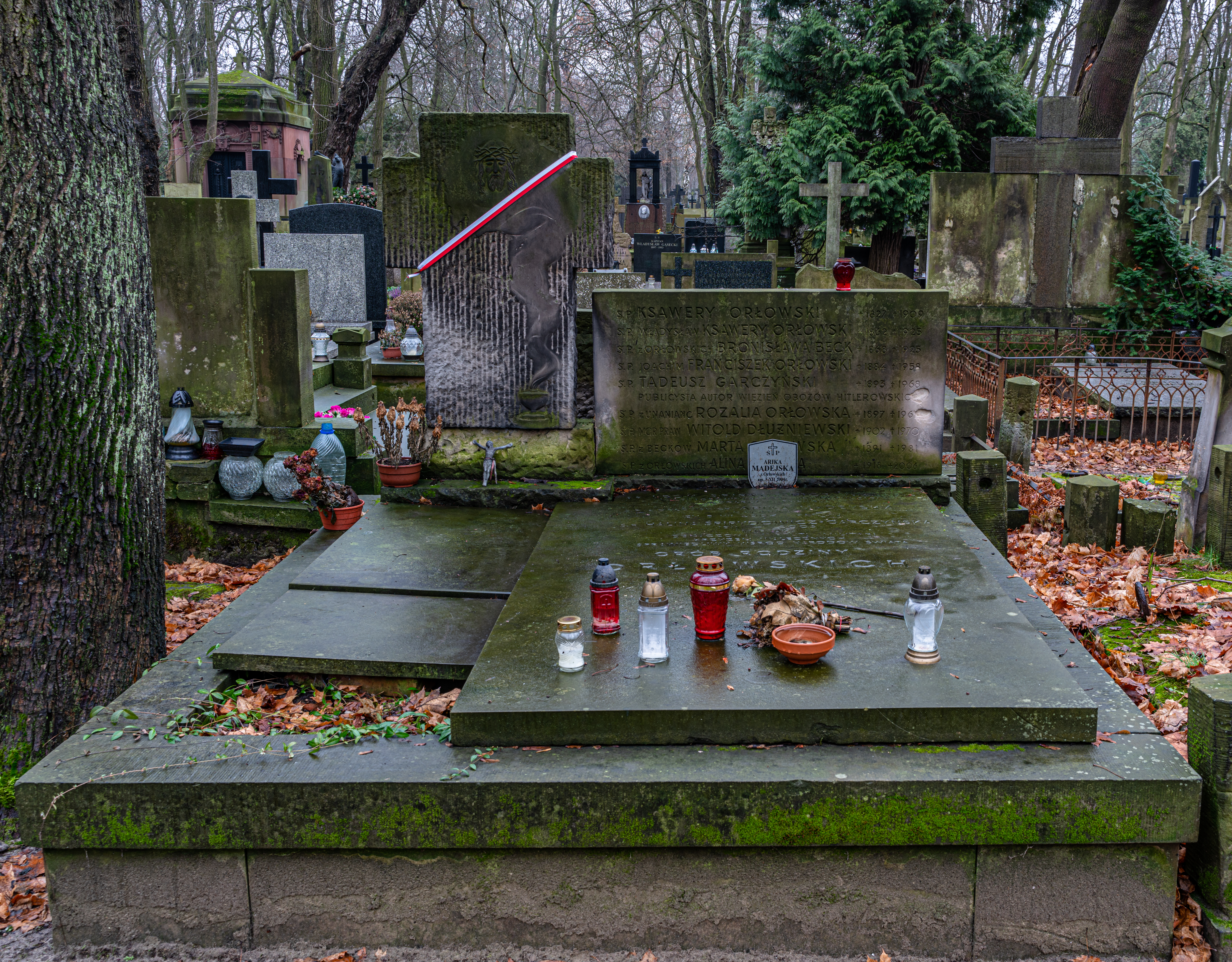
Grób Tadeusza Garczyńskiego na cmentarzu Powązkowskim w Warszawie

Tadeusz Garczyński (Rautenberg), krypt. T.G., G., (g.), RAUT (ur. 2 lipca 1893 we Lwowie, zm. 30 kwietnia 1968 w Warszawie) – adwokat, publicysta, lekkoatleta (rekordy kraju w biegach i skokach), działacz sportowy.

## Życiorys
Był synem Franciszka i Heleny z Syroczyńskich. Uczęszczał do IV gimnazjum we Lwowie, gdzie zetknął się z nauczycielem-pionierem pedagogiki wychowania fizycznego Eugeniuszem Piaseckim i być może za jego sprawą podjął treningi lekkoatletyczne w Pogoni Lwów. Specjalizował się w biegach sprinterskich na 100 m i 110 m ppł, ustanawiając szereg rekordów Galicji i Austro-Węgier w obu konkurencjach. W 1912 zdobył nominację olimpijską na 110 ppł, ale wskutek kontuzji na igrzyska do Sztokholmu nie pojechał. W pierwszej tabeli rekordów Polski ogłoszonej po uzyskaniu niepodległości przez PZLA jego nazwisko figuruje pięciokrotnie. Rekordy życiowe Garczyńskiego w poszczególnych konkurencjach wynosiły: 11,1 s na 100 m, 24,1 s na 200 m, 16,2 s na 110 m ppł, 31,4 s na 200 m ppł, 6,35 m w skoku w dal.
Studiował na Wydziale Prawno-Ekonomicznym Uniwersytetu Lwowskiego (1911–1913) oraz po wojnie na Uniwersytecie Warszawskim (1921–1923), uzyskując dyplom magistra praw. W 1916 w Kijowie rozpoczął pracę jako dziennikarz. Pracował w redakcji „Kuriera Lwowskiego”, był korespondentem „Dziennika Kijowskiego” i „Kłosów Ukraińskich”. Po osiedleniu się w Warszawie redagował dział gospodarczy „Kuriera Polskiego” oraz przez krótki czas był redaktorem naczelnym „Echa Warszawskiego”. Nie porzucił także zainteresowań sportowych, które łączył częściowo z dziennikarstwem (komentował na łamach „Stadjonu”); przede wszystkim jednak był aktywnym działaczem, współzałożycielem i wiceprezesem Polskiego Komitetu Olimpijskiego (1918–1924), wiceprezesem Polskiego Związku Związków Sportowych, współzałożycielem Ligi Obrony Powietrznej Państwa. Publikował m.in. na temat lotnictwa i baloniarstwa. Po 1926 pracował, głównie jako referent prasowy, w instytucjach i towarzystwach gospodarczych, był m.in. dyrektorem Zrzeszenia Importerów Kawy i Herbaty. Od 1925 należał do PSL „Piast”. Pozostając w opozycji do władz sanacyjnych, kilkakrotnie stawał przed sądem za działalność publicystyczną (po jednym z wyroków objęty został amnestią). Ogłaszał artykuły w „Przeglądzie Gospodarczym”, „Przemyśle i Handlu”, „Gazecie Handlowej”, „Świecie”, nadal także w „Kurierze Polskim”. Był założycielem i przez dłuższy czas wiceprezesem Stowarzyszenia Dziennikarzy i Publicystów Gospodarczych. Zasiadał też w zarządzie głównym Związku Rozwoju Ziem Wschodnich. 
W 1939 uczestniczył w obronie Warszawy, w okresie okupacji pozostał w Warszawie i był redaktorem prasy podziemnej („Żołnierz Polski”, pismo Korpusu Ochrony Polski). Uczestniczył także w tajnym nauczaniu. Aresztowany 8 lipca 1942 roku przez gestapo, został osadzony na Pawiaku, a 17 stycznia 1943 roku wysłany do obozu koncentracyjnego na Majdanku. Był więziony potem w Gross-Rosen i Litomierzycach.
Po wojnie pracował w redakcjach „Gazety Ludowej” (1946–1949), „Rzeczypospolitej” (1948–1950) oraz „Turysty” (sekretarz redakcji w latach 1956–1961). Na łamach tego ostatniego pisma ogłosił szereg artykułów o problematyce turystycznej, krajoznawczej (zwłaszcza tatrzańskiej i podhalańskiej), a także ochrony przyrody, przyczyniając się do rozwoju „Turysty”. Pozostając aktywnym publicystą niemal do końca życia, był współzałożycielem Towarzystwa Kultury Moralnej i redaktorem biuletynu tego towarzystwa oraz zasiadał w Zespole Starszych Dziennikarzy przy Stowarzyszeniu Dziennikarzy Polskich.
Autor wielu książek, m.in. Historja lotnictwa (1925), O władzę nad błękitami (1925), Technika przemawiania (1925), Organizacja i program L.O.P.P. (1925), Państwo na przełomie (1937), Mazowsze (1954), Mazowieckie szkice (1958), Więzień nr 3873 (1961), Sztuka życia (kilka wydań, ostatnie w 1969). W rękopisie pozostawił trzy tomy wspomnień.
Został pochowany w grobowcu rodziny Orłowskich na cmentarzu Powązkowskim w Warszawie (kwatera 56-4-25,26).

## Życie prywatne
W 1926 poślubił aktorkę Zofię Modrzewską (Regerównę, 1888–1980), rozwiedzioną kilka lat wcześniej z Leonem Schillerem. Z wcześniejszego związku z Janiną miał syna Stefana Andrzeja (1920–1993), pisarza, publicystę, pedagoga.

## Ordery i odznaczenia
- Złoty Krzyż Zasługi (19 marca 1931)[11]